# Frank McDonough
Frank McDonough (* 17. April 1957) ist ein britischer Historiker, dessen Forschungsschwerpunkte auf den deutsch-britischen Beziehungen des 20. Jahrhunderts und der Geschichte des Dritten Reichs liegen.

## Biografie
Frank McDonough wuchs im Liverpooler Arbeiterviertel Everton in Nordengland auf. Er arbeitete in den 1970er Jahren als Expedient und als Mitarbeiter einer Versicherung.
Er studierte neuere und neueste Geschichte am Balliol College und der Oxford University, es folgte die Doktorarbeit an der Lancaster University. Seit 1989 lehrte er an der Liverpool John Moores University. 2011 wurde er zum Professor ernannt.

## Forschung
McDonough vertritt die These, dass die Appeasement-Politik wahrscheinlich die einzige Option der britischen Regierung in den 1930er Jahren unter Neville Chamberlain war. Seine Biografie von Sophie Scholl wurde als "Standardwerk" rezensiert.

## Bücher
- The British Empire 1815–1914, Hodder and Stoughton, 1994, ISBN 0-340-59376-8
- The Origins of the First and Second World Wars (Cambridge Perspectives in History), Cambridge University Press, 1997, ISBN 0-521-56861-7
- Neville Chamberlain, appeasement, and the British road to war, Manchester University Press, 1998, ISBN 0-7190-4832-X
- Hitler and Nazi Germany (Cambridge Perspectives in History), Cambridge University Press, 1999, ISBN 0-521-59502-9
- Conflict, Communism and Fascism: Europe 1890–1945, Cambridge University Press, 2000, ISBN 0-521-77796-8
- Opposition and Resistance in Nazi Germany (Cambridge Perspectives in History), Cambridge University Press, 2001, ISBN 0-521-00358-X
- Hitler, Chamberlain and appeasement (Cambridge Perspectives in History), Cambridge University Press, 2002, ISBN 0-521-00048-3
- Hitler and the Rise of The Nazi Party, Pearson Longman, 2003, ISBN 0-582-50606-9
- The Conservative Party and Anglo-German Relations, 1905–1914, Palgrave MacMillan, 2007, ISBN 978-0-230-51711-0
- The Holocaust (mit John Cochrane), Palgrave MacMillan, 2008, ISBN 978-0-230-20387-7
- Sophie Scholl: The Real Story Of The Woman Who Defied Hitler, Hardcover, The History Press, März 2009, ISBN 978-0-7524-4675-2
- Origins of the Second World War: An International Perspective (Herausgeber: Frank McDonough), Hardcover und Paperback, Continuum, 2011, ISBN 978-1-4411-8593-8